# Midlands (Engeland)

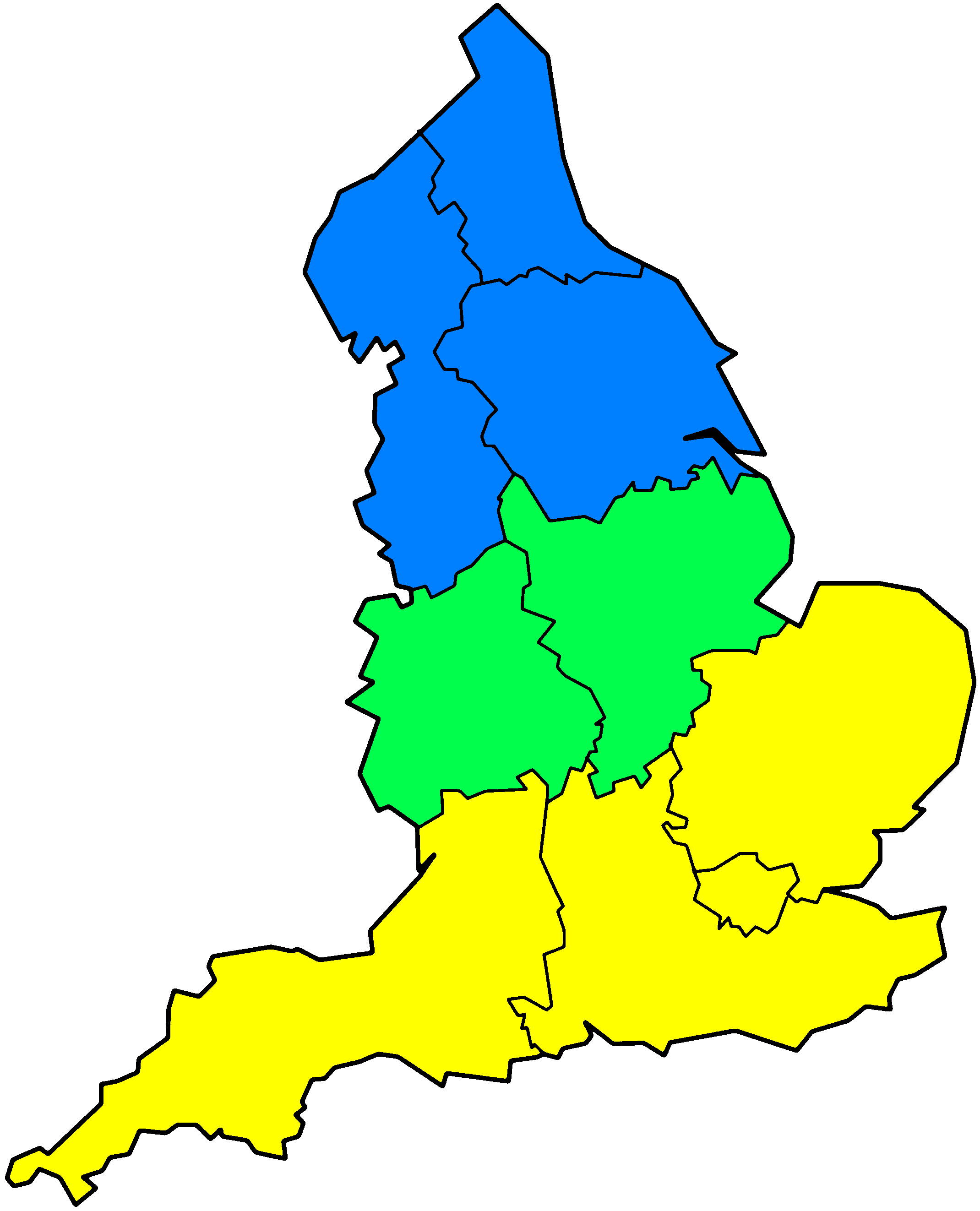
De Midlands (groen) tussen Noord-Engeland (blauw) en Zuid-Engeland (geel)

De Midlands (in het Engels ook wel English Midlands genoemd, "het Engelse middenland") is een traditionele regio van Engeland. Zoals de naam al aanduidt, omvatten de Midlands het centrale deel van Engeland. Het vormt de schakel tussen Noord- en Zuid-Engeland. Het gebied ligt ook tussen Wales in het westen en de Noordzee in het oosten.
De Midlands hebben ongeveer 10 miljoen inwoners. Grootste stad van de regio is Birmingham — tevens de tweede stad van Engeland — met bijna een miljoen inwoners. Andere belangrijke steden zijn Coventry, Leicester, Stoke-on-Trent, Nottingham, Wolverhampton, Derby, Northampton en Walsall. Birmingham en Wolverhampton vormen samen de grootste conurbatie van de Midlands. Ook Leicester, Nottingham en Derby vormen samen een groot aangesloten stedelijk gebied.
Het gebied wordt opgedeeld in twee administratieve regio's: de West Midlands met ongeveer 5,3 miljoen inwoners en de East Midlands met ongeveer 4,2 miljoen inwoners.
Belangrijke rivieren in de Midlands zijn de Severn, de langste rivier van Groot-Brittannië, en de Trent, de op twee na langste rivier van Engeland. Het hoogste punt in de Midlands is de Black Mountain, een heuvel van 703 meter in het grensgebied met Wales.

## Verkeer en vervoer

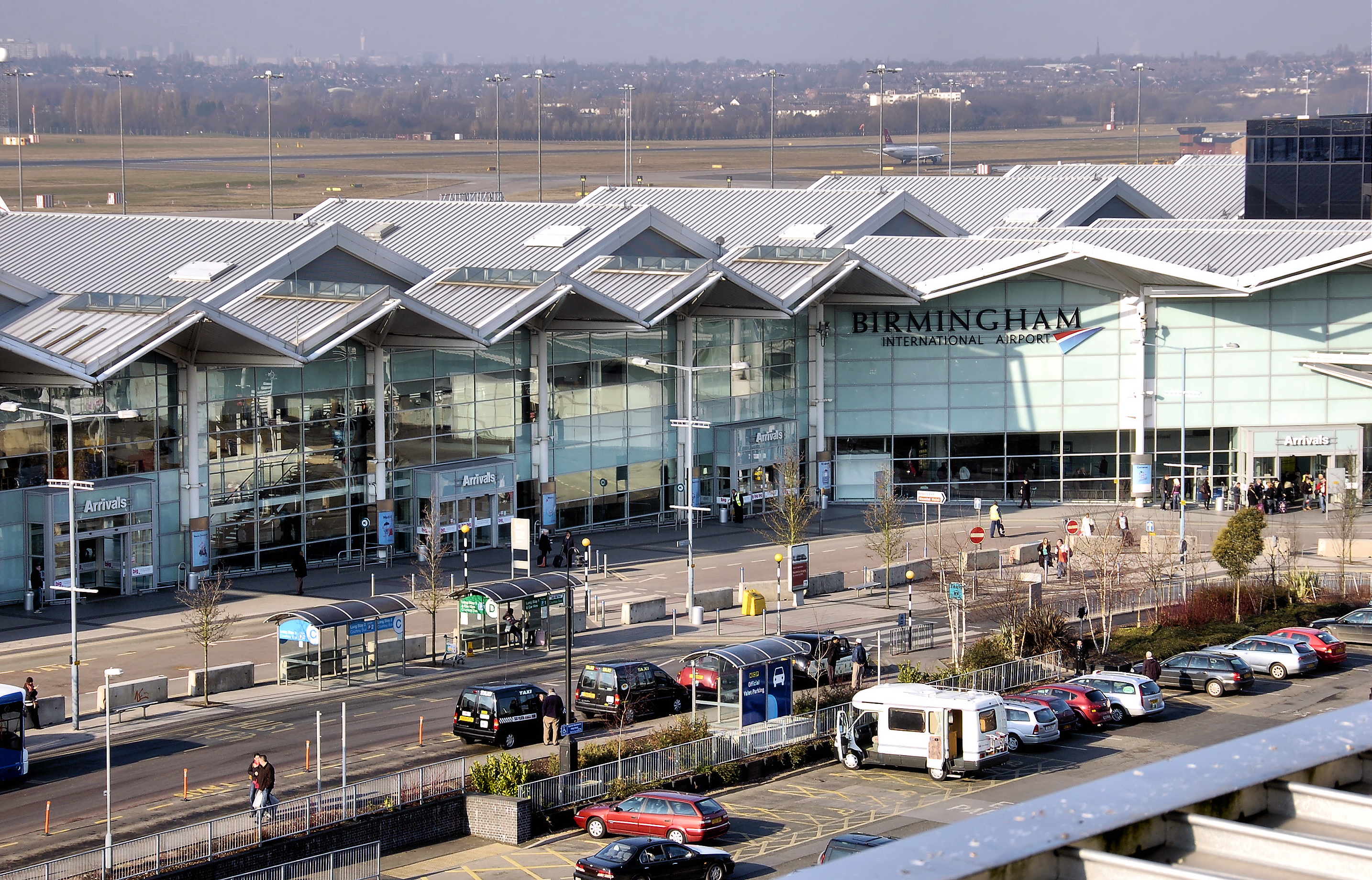
De internationale luchthaven van Birmingham

De drukste luchthavens van de Midlands zijn de internationale luchthaven van Birmingham en East Midlands Airport.
Autosnelwegen in het gebied zijn onder andere:
- de M1 van Londen naar Leeds
- de M5 van Birmingham naar Exeter
- de M6 van  Rugby tot de grens met Schotland

De E5 loopt door de Midlands, onder andere als de M6. Ook de E15 loopt door de Midlands, onder andere als de A1.
Belangrijke spoorlijnen door de Midlands zijn:
- de Midland Main Line van Londen naar Sheffield via onder andere Leicester, Nottingham, Derby en Chesterfield
- de West Coast Main Line van Londen naar Glasgow via onder andere  Rugby, Coventry, Birmingham en Wolverhampton
- de East Coast Main Line van Londen naar Edinburgh via onder meer East Midlands Airport en Newark-on-Trent

## Geschiedenis

### Middeleeuwen
De grenzen van de Midlands komen ongeveer overeen met die van het Angelsaksische koninkrijk Mercia. In de 10e eeuw ging Mercia op in het verenigd koninkrijk Engeland.

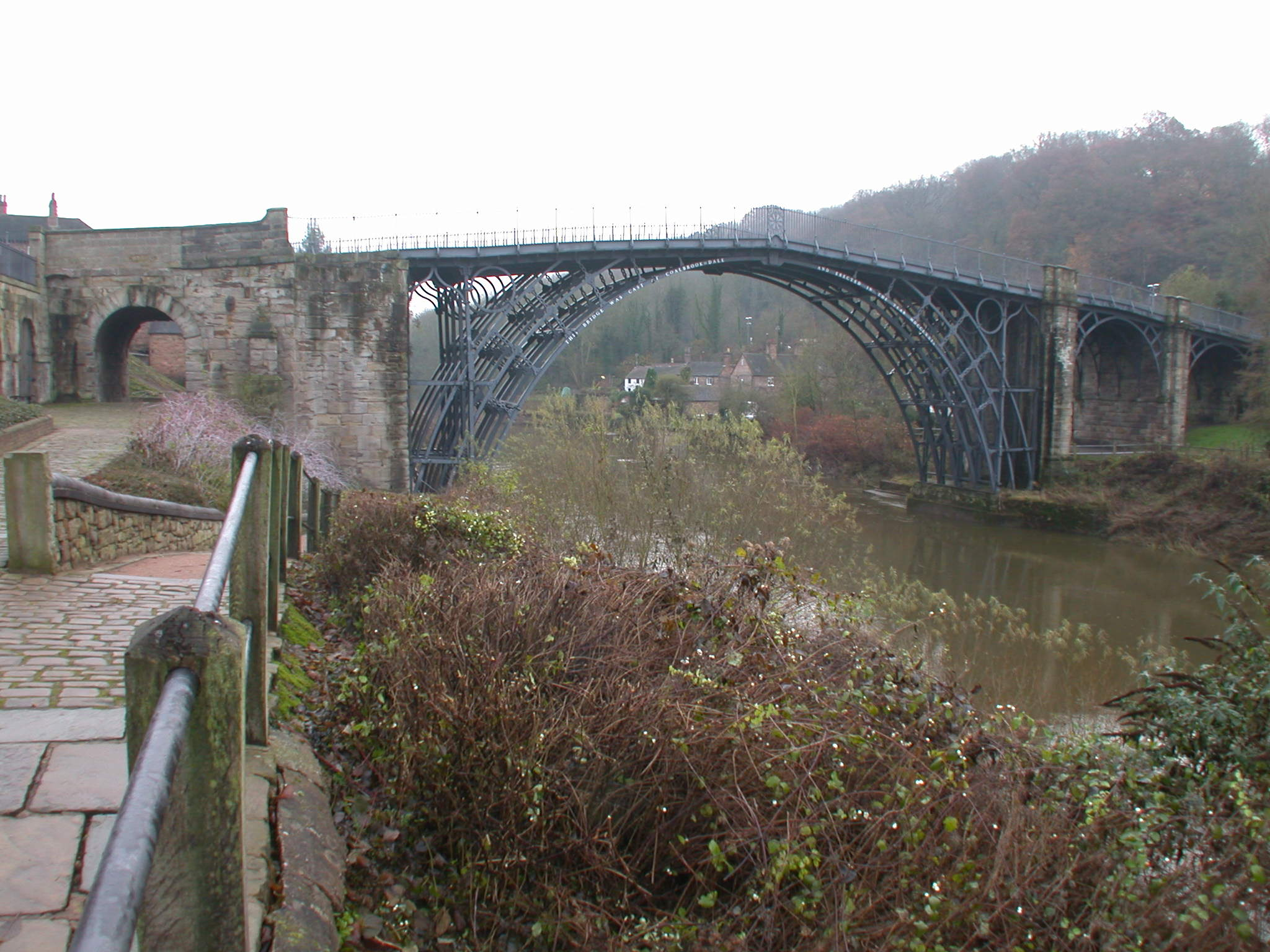
De Iron Bridge was de eerste gietijzeren brug ter wereld.

### Industriële revolutie
Tijdens de Industriële revolutie in de 19e eeuw speelden de Midlands een belangrijke rol. Hier werd een groot deel van de fabrieksproductie gevestigd, en via nieuw gegraven kanalen afgevoerd naar de Engelse zeehavens en de hoofdstad Londen.
De Iron Bridge in Shropshire, in 1986 aangewezen als Werelderfgoed, was de eerste gietijzeren brug ter wereld. Het overspant de Severn bij Ironbridge, dat gezien wordt als de bakermat van de Industriële revolutie. De Derwent Valley Mills in Derbyshire, in 2001 aangewezen als Werelderfgoed, waren de geboorteplaats van de moderne fabriek. 
Ook de steenkool - en ijzerertsvelden in de Midlands waren van belang voor de Industriële revolutie. Vooral het Black Country tussen Birmingham en Wolverhampton was een belangrijk steenkoolmijngebied.